# Барс (хоккейный клуб, Казань)
«Барс» Казань (тат. Барс Казан хоккей клубы) — команда по хоккею с шайбой из Казани. С 2014 года выступает в ВХЛ.

## История
В сезоне 1994/1995 команда под названием «Ак Барс» приняла участие в турнире Открытого первенства России в зоне «Поволжье». После создания в Казани хоккейного клуба «Ак Барс» это название приняла основная команда «Итиль», один из лидеров Межнациональной хоккейной лиги, а команда, выступающая в Открытом первенстве России, с сезона 1995/1996 стала называться «Ак Барс-2».

### Лучшие бомбардиры команды
- 2009/10 — Станислав Бочаров — 61 (34+27) — МХЛ
- 2010/11 — Денис Голубев — 42 (21+21) — МХЛ
- 2011/12 — Дмитрий Кириллов — 50 (21+29) — МХЛ
- 2012/13 — Данил Макаров — 44 (22+22) — МХЛ
- 2013/14 — Виктор Шахворостов — 52 (26+26) — МХЛ
- 2014/15 — Семён Жеребцов — 23 (7+16) — ВХЛ
- 2015/16 — Эдуард Васильев — 14 (6+8), Николай Владимиров — 14 (5+9) — ВХЛ
- 2016/17 — Александр Протапович — 20 (11+9) — ВХЛ
- 2017/18 — Артём Расулов — 17 (8+9), Артём Осипов — 17 (6+11), Денис Голубев — 17 (2+15) — ВХЛ
- 2018/19 — Артём Валеев — 32 (15+17) — ВХЛ
- 2019/20 — Максим Марушев — 40 (23+17) — ВХЛ

## История выступлений

### Результаты выступления в МХЛ
| Сезон   | И   | В   | ВО | ВБ | ПБ | ПО | П  | О   | Ш        | РС | Плей-офф |
| ------- | --- | --- | -- | -- | -- | -- | -- | --- | -------- | -- | --- |
| 2009/10 | 54  | 21  | 3  | 6  | 1  | 2  | 21 | 81  | 150-144  | 5  | Победа в 1/8 финала, 3-2 (Красная армия) Поражение в 1/4 финала, 1-3 (Стальные лисы)                                                                               |
| 2010/11 | 53  | 27  | 2  | 2  | 1  | 0  | 21 | 90  | 177-134  | 13 | Поражение в 1/8 финала, 0-3 (Авто) |
| 2011/12 | 60  | 35  | 0  | 7  | 5  | 1  | 12 | 125 | 241-162  | 3  | Поражение в 1/8 финала, 2-3 (Мамонты Югры) |
| 2012/13 | 60  | 34  | 1  | 3  | 3  | 1  | 18 | 114 | 227-149  | 8  | Поражение в 1/8 финала, 1-3 (Мамонты Югры) |
| 2013/14 | 56  | 40  | 3  | 2  | 4  | 1  | 6  | 135 | 224-100  | 2  | Победа в 1/16 финала, 3-2 (Олимпия) Победа в 1/8 финала, 3-0 (Кузнецкие медведи) Победа в 1/4 финала, 3-0 (Мамонты Югры) Поражение в 1/2 финала, 1-3 (МХК Спартак) |
| Всего   | 283 | 157 | 9  | 20 | 14 | 5  | 87 | 545 | 1019-689 |    | |

 И — количество проведенных игр, В — выигрыши в основное время, ВО — выигрыши в овертайме, ВБ — выигрыши в послематчевых буллитах, ПО — проигрыши в овертайме, ПБ — проигрыши в послематчевых буллитах, П — проигрыши в основное время, О — количество набранных очков, Ш — соотношение забитых и пропущенных голов, РС — место по результатам регулярного сезона

### Результаты выступления в ВХЛ
| Сезон   | И   | В   | ВО | ВБ | ПБ | ПО | П   | О   | Ш       | РС | Плей-офф                                                                              |
| ------- | --- | --- | -- | -- | -- | -- | --- | --- | ------- | -- | ------------------------------------------------------------------------------------- |
| 2014/15 | 52  | 11  | 1  | 3  | 3  | 4  | 30  | 48  | 109-170 | 24 | В плей-офф не играли                                                                  |
| 2015/16 | 49  | 10  | 1  | 4  | 1  | 2  | 31  | 43  | 75-136  | 23 | В плей-офф не играли                                                                  |
| 2016/17 | 50  | 14  | 1  | 3  | 4  | 2  | 26  | 56  | 89-134  | 22 | В плей-офф не играли                                                                  |
| 2017/18 | 52  | 16  | 5  | 3  | 3  | 1  | 24  | 68  | 110-129 | 18 | В плей-офф не играли                                                                  |
| 2018/19 | 56  | 19  | 3  | 5  | 3  | 4  | 22  | 61  | 130-140 | 17 | В плей-офф не играли                                                                  |
| 2019/20 | 54  | 33  | 0  | 2  | 2  | 1  | 16  | 73  | 178-125 | 7  | Розыгрыш не был завершён из-за пандемии COVID-19. Победили в первом раунде: 4-2 Сокол |
| Всего   | 313 | 103 | 11 | 20 | 16 | 14 | 149 | 349 | 691-834 |    |                                                                                       |

 И — количество проведенных игр, В — выигрыши в основное время, ВО — выигрыши в овертайме, ВБ — выигрыши в послематчевых буллитах, ПО — проигрыши в овертайме, ПБ — проигрыши в послематчевых буллитах, П — проигрыши в основное время, О — количество набранных очков, Ш — соотношение забитых и пропущенных голов, РС — место по результатам регулярного сезона

### Главные тренеры
«Ак Барс-2», «Итиль-2»
- Гусев, Владимир Геннадьевич (1993—1994)
- Петров, Виталий Дмитриевич (1994—1996)
- Литвинов, Михаил Васильевич (1996—1997)
- Чернецов, Александр Николаевич (1997 — 15 ноября 2004)
- Шайдуллин, Вадим Вакивович (15 ноября 2004 — 2007)
- Елфимов, Всеволод Александрович (2007—2009)

«Барс»
- Елфимов, Всеволод Александрович (2009 — 27 декабря 2012)
- Лопушанский, Сергей Григорьевич (27 декабря 2012—2014)
- Елфимов, Всеволод Александрович (2014—2015)
- Сарматин, Михаил Сергеевич (2015—2016)
- Кадейкин, Айрат Хайдерович (2016—2019)
- Душкин, Сергей Васильевич (2019—2022)
- Анисимов, Артём Вячеславович (2022—2023)
- Степанов, Александр Александрович (с 2023/24)

## Руководство и тренерский штаб
- Президент — Тахаутдинов Шафагат Фахразович
- Советник по спортивной работе — Шавалеев Равиль Шагимарданович
- Директор — Хуснутдинов Шамил Нурисламович
- Главный тренер — Александр Степанов
- Тренер — Александр Трофимов
- Тренер — Алексей Ермолаев
- Тренер вратарей — Алмаз Якупов
- Тренер по физической подготовке — Александр Свилин

## Участники Кубка Вызова МХЛ
- 2010 — Эмиль Гарипов, Станислав Бочаров
- 2011 — Денис Голубев, Станислав Бочаров
- 2012 — Денис Перевозчиков, Артём Булычев
- 2013 — Динар Хамидуллин, Владимир Ткачёв
- 2014 — Виктор Шахворостов